# Guillaume Teste
Guillaume Teste (zm. we wrześniu 1326 w Awinionie) – francuski duchowny katolicki, archidiakon kapituły katedralnej w Comminges. Bliski współpracownik papieża Klemensa V (1305–1314), który w 1312 wysłał go jako swojego legata do Anglii, a na konsystorzu celebrowanym 23 grudnia tego samego roku mianował go kardynałem prezbiterem S. Ciriaco alle Terme. Uczestniczył w konklawe 1316. Od 1323 był protoprezbiterem i kamerlingiem św. Kolegium Kardynałów. Zmarł w Awinionie.